# Klaus Heine
Klaus Heine (* 16. November 1954 als Klaus Mrowiec; † 17. Oktober 2013) war ein deutscher Physiker. Er war Professor für Physik, Mathematik und Supraleitung an der Hochschule Hannover.

## Leben
Nach einem Studium der Physik in Göttingen mit dem Schwerpunkt Metallphysik mit dem Abschluss 1981 zum Diplom-Physiker folgte 1985 die Promotion auf dem Gebiet der Supraleitung amorpher Festkörper. Anschließend war er auf dem Arbeitsgebiet konventionelle und Hochtemperatur-Supraleiter beim Unternehmen Vacuumschmelze tätig. Von 1992 bis 2013 war Heine Professor an der Hochschule Hannover, zudem zeitweise Vorsitzender des Prüfungsausschusses, 1999 kommissarischer Leiter des Instituts für ausländische Fachhochschulbewerber
des Landes Niedersachsen.

## Forschung und Lehre
Die Lehrgebiete Heines waren Physik, Mathematik und Akustik. Seine Forschung galt vornehmlich flächenhaften Schallstrahlern und Supraleitung. 
Heine erfand mit zwei Kollegen ein „Verfahren zur Herstellung einer supraleitenden Verbindung zwischen oxidischen Supraleitern“, das am 22. Februar 1989 patentiert wurde. Diese Technologie wird seither von Unternehmen in der Fertigung angewandt.

## Publikationen (Auswahl)
- Klaus Mrowiec: Isotopie-Effekt in amorphen (Mo60Rh40)80B20-Legierungen [Mo-Rh-B-Legierungen] Göttingen, Univ., Diss., 1985.
- A. Gupta, P. Esquinazi, H. F. Braun, W. Gerhäuser, H.-W. Neumüller, K. Heine, J. Tenbrink: The Depinning Line in Bi-Based High-Tc Superconductors. In: EPL (Europhysics Letters). Band 10, Nr. 7, 1989, S. 663–666, doi:10.1209/0295-5075/10/7/010.
- K. Heine, J. Tenbrink, M. Thöner: High‐field critical current densities in Bi2Sr2Ca1Cu2O8+x/Ag wires. In: Applied Physics Letters. Band 55, Nr. 23, 1989, S. 2441–2443, doi:10.1063/1.102295.
- J. Tenbrink, K. Heine, H. Krauth, A. Szulczyk, M. Thöner: Entwicklung von Hoch-Tc-Supraleiterdrahten. In: VDI-Berichte. Band 733, 1989, S. 399–404.
- J. Tenbrink, K. Heine, H. Krauth: Critical currents and flux pinning in Ag stabilized high Tc superconductor wires. In: Cryogenics. Band 30, Nr. 5, 1990, S. 422–426, doi:10.1109/77.233357.
- J. Tenbrink, M. Wilhelm, K. Heine, H. Krauth: Development of high-T/sub c/ superconductor wires for magnet applications. In: IEEE Transactions on Magnetics. Band 27, Nr. 2, 1991, S. 1239–1246, doi:10.1109/20.133409.
- J. Tenbrink, M. Wilhelm, K. Heine, H. Krauth: Development of technical high-T/sub c/ superconductor wires and tapes. In: IEEE Transactions on Applied Superconductivity. Band 3, Nr. 1, 1993, S. 1123–1126, doi:10.1109/77.233357.